# Dizzy Reece
Alphonso Son „Dizzy“ Reece (* 5. Januar 1931 in Kingston (Jamaika)) ist ein jamaikanischer Jazz-Trompeter des Hardbop.

## Leben
Dizzy Reece ist Sohn eines Stummfilmpianisten. Er spielte zunächst Tenor- und Baritonsaxophon und wechselte mit vierzehn Jahren zur Trompete. Mit sechzehn Jahren war er Profimusiker, ging 1948 nach London und spielte dort mit Victor Feldman und Tubby Hayes; dort entstand eine Reihe von Alben und EPs für das Label Tempo. Er arbeitete in den 1950er Jahren in Europa, die meiste Zeit in Paris, aber auch in Holland, Spanien und der Schweiz, wo er auch mit dem Unterhaltungsorchester Beromünster spielte. (Z.B. anlässlich des 20. Jazzfestivals in Zürich 1970, worüber es in der Schweizerischen Phonothek ein Tondokument gibt.) In Paris spielte er mit Don Byas, Kenny Clarke, Frank Foster und Thad Jones. 1959 ging er nach New York. Reece nahm dort eine Reihe von Alben für das Blue Note Label auf und hatte eine eigene Formation mit Art Taylor.
Dizzy Reece ist nach wie vor als Musiker aktiv; im Laufe seiner Karriere hat er mit Dexter Gordon, Victor Feldman, Tubby Hayes, der Paris Reunion Band, der Clifford Jordan Big Band, Ted Curson, Duke Jordan, John Gilmore und Philly Joe Jones Platten aufgenommen.

## Diskografie (Auswahl)
Als Leader
- Mosaic Select: Dizzy Reece (MS-011) mit Ronnie Scott
- Progress Report (Jasmine, 1956–58) mit Victor Feldman, Tubby Hayes
- Blues In Trinity (Blue Note Records, ST-84023)
- Star Bright (Blue Note St-84006) (1959)
- Comin' On! (Blue Note) (1960)
- Soundn' Off (Blue Note, 1960) mit Walter Bishop junior, Doug Watkins, Art Taylor
- Asia Minor (Prestige/New Jazz OJCCD-1806-2, 1962) mit Joe Farrell, Cecil Payne, Hank Jones, Ron Carter, Charli Persip
- Dizzy Reece Quintet: From In To Out (Futura, 1970)

Als Sideman
- Duke Jordan: Flight To Jordan (Blue Note, 1960)
- Clifford Jordan: Down Through The Years (Milestone, 1991)